# 土耳其伊斯兰教
伊斯蘭教是土耳其絕大多數派宗教，佔該國約98%人口，其中多數是遜尼派，亦存在什葉派等少數派別。伊斯蘭教在土耳其歷史上構成了不小的一部份。

## 概述

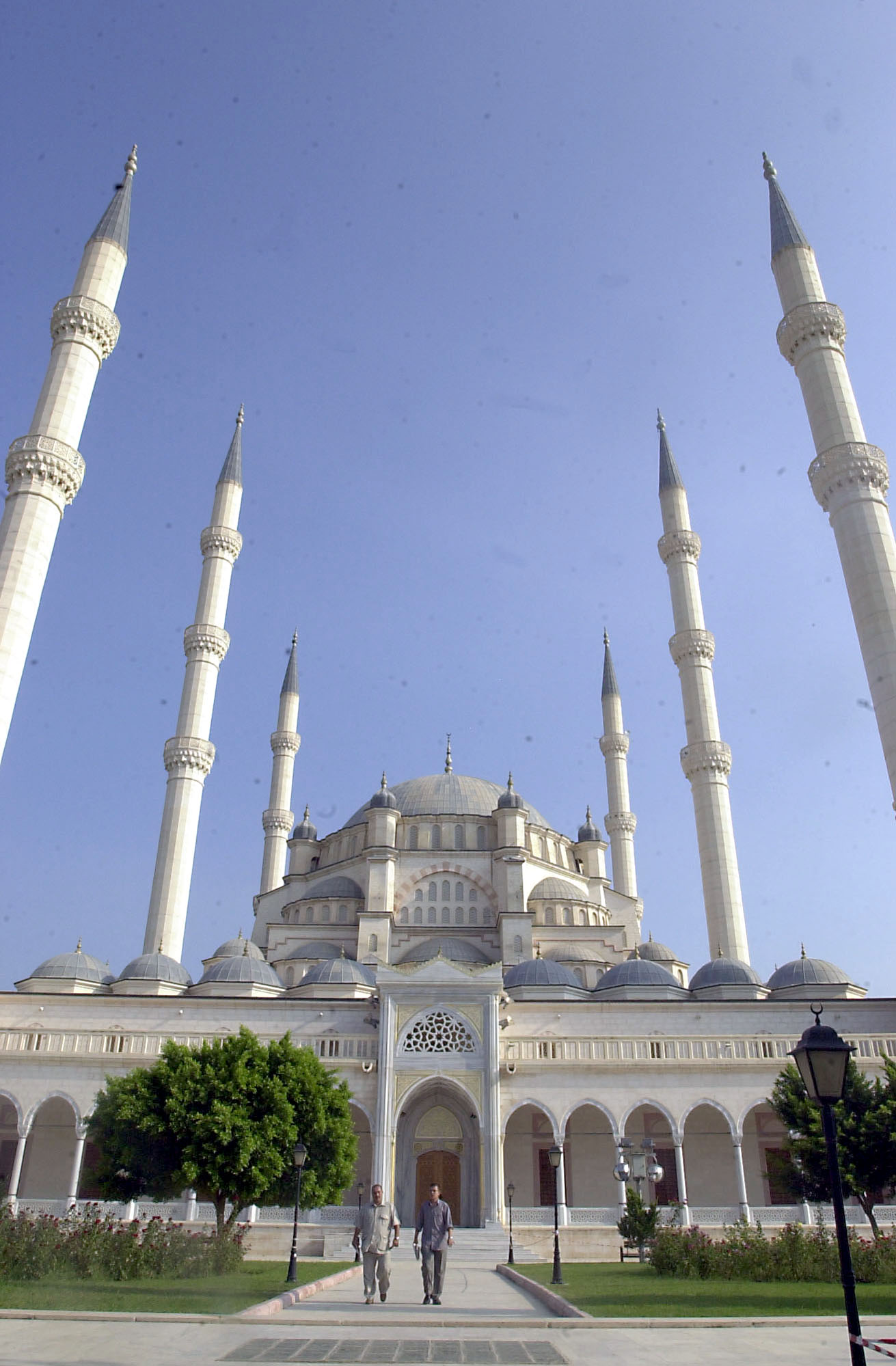
阿達納的Sabanci中央清真寺

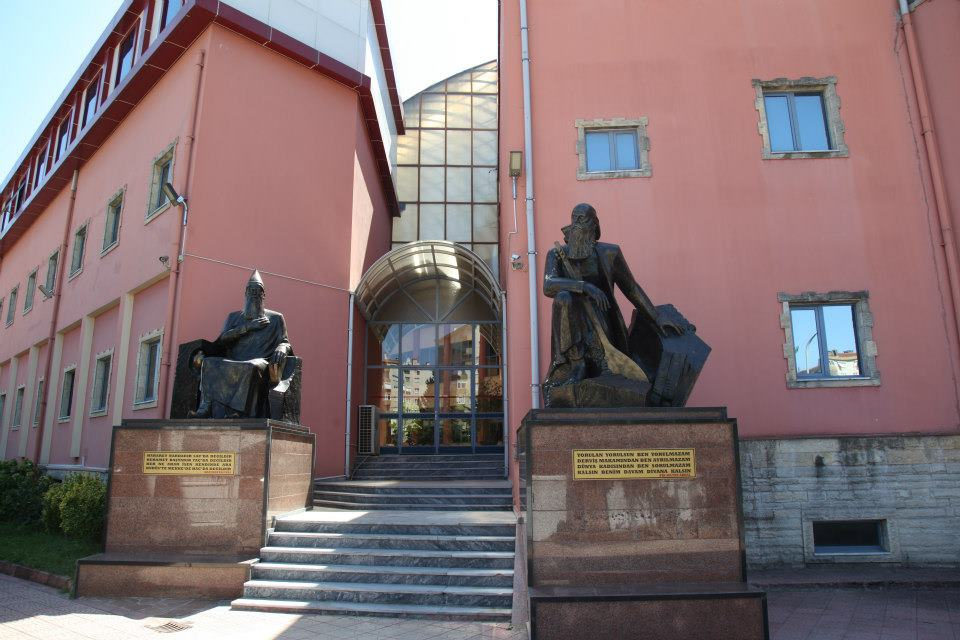
An Alevi Cemevi, or house of worship, in Kartal, Istanbul

伊斯蘭教是土耳其最大的宗教，超過70％的土耳其穆斯林屬於遜尼派中哈乃斐派，超過20％的土耳其穆斯林屬於什葉派的分支阿列維派。 蘇菲主義、拜克塔什教團、納克什班迪教團和阿赫邁底亞在土耳其也有分佈。

## 歷史
早在公元七世紀，伊斯蘭教就傳入了由現今的土耳其地區，特別是土耳其的東部。遜尼派伊斯蘭教的主流學派哈乃斐派大部分由國家透過宗教事務局組織起來，宗教事務局在罷黜鄂圖曼帝國哈里發政權之後成立，管理著土耳其所有的清真寺和穆夫提，是土耳其最高的宗教權威。
至今，土耳其全國仍有數千個歷史悠久的清真寺。在塞爾柱帝國和鄂圖曼帝國時期建造的著名清真寺包括伊斯坦布爾的蘇丹艾哈邁德清真寺和蘇萊曼尼耶清真寺，埃迪爾內的塞利米耶清真寺，布爾薩的綠色清真寺，科尼亞的阿拉丁清真寺梅烏拉那博物館。土耳其共和國時期建造的大清真寺包括安卡拉的科札德佩清真寺和阿達納的Sabanci中央清真寺。